# Brigitte Blobel
Brigitte Blobel, přechýleně Brigitte Blobelová (21. listopadu 1942 Hamburk – 7. srpna 2024) byla německá novinářka a spisovatelka.
Vyrostla v Hamburku, studoval divadlo a politické vědy a pracoval ve Frankfurtu nad Mohanem jako redaktorka pro The Associated Press. Brigitte Blobel je podruhé vdaná. Má čtyři děti, po dvou z každého manželství. Nyní žije ve svém rodném městě. Kromě své práce nezávislé novinářky a scenáristky, píše knihy pro mládež a dospělé, za které byla již několikrát oceněna.